# Prezesi Sądu Najwyższego Stanów Zjednoczonych

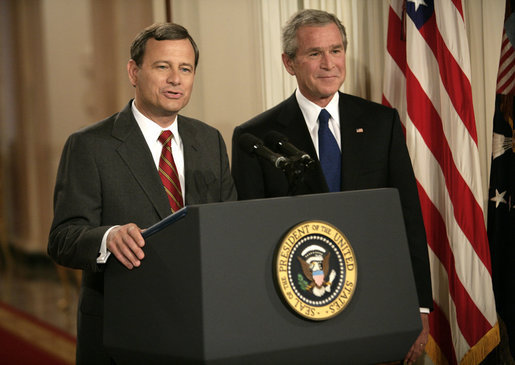
John Glover Roberts, obecny prezes Sądu Najwyższego, w towarzystwie prezydenta Busha

Prezes Sądu Najwyższego Stanów Zjednoczonych, właśc. Główny Sędzia Stanów Zjednoczonych (ang. The Chief Justice of the United States) – przewodniczący Sądu Najwyższego i szef władzy sądowniczej.
Prezes Sądu Najwyższego jest mianowany przez prezydenta Stanów Zjednoczonych, ale musi być, tak jak inni sędziowie, zatwierdzony przez Senat. Nie musi przedtem zasiadać w Sądzie Najwyższym (tak jak nie zasiadali w nim przed objęciem przewodnictwa m.in. John Glover Roberts czy Earl Warren). Jego kadencja jest dożywotnia, choć zawsze może ustąpić. John Marshall i Earl Warren przedtem w ogóle nie byli sędziami.
Prezes Sądu Najwyższego:
- przewodniczy obradom Sądu Najwyższego, choć ma jeden głos na równi z innymi sędziami (associate justices)
- w przypadku postawienia prezydenta w stan oskarżenia (impeachment) przewodniczy sądzącym go senatorom
- jest kanclerzem Smithsonian Institution.

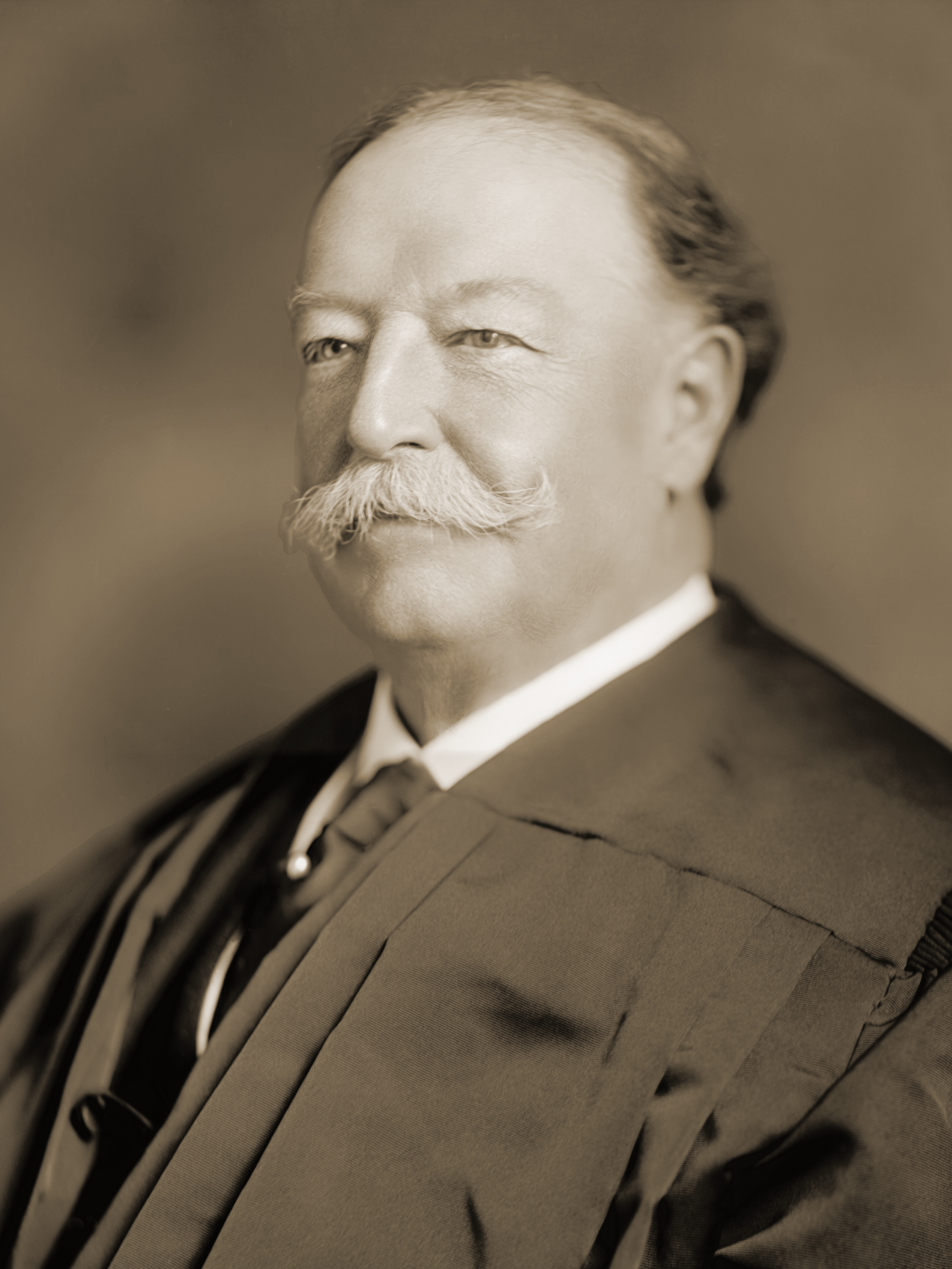
William H. Taft

Jedna osoba w historii USA pełniła zarówno urząd szefa władzy wykonawczej, jak i sądowniczej. Był nią William Howard Taft, który był prezydentem w latach 1909–1913 i prezesem Sądu Najwyższego w latach 1921–1930.

## Lista prezesów Sądu Najwyższego
| Lp. | Prezes SN               | Kadencja                               | Prezydent mianujący           |
| --- | ----------------------- | -------------------------------------- | ----------------------------- |
| 1   | John Jay                | 19 października 1789 – 29 czerwca 1795 | George Washington             |
| 2   | John Rutledge           | 12 sierpnia 1795 – 15 grudnia 1795     | George Washington             |
| ?   | William Cushing         | 3 lutego 1796 – 5 lutego 1796          | George Washington             |
| 3   | Oliver Ellsworth        | 8 marca 1796 – 15 grudnia 1800         | George Washington             |
| 4   | John Marshall           | 4 lutego 1801 – 6 lipca 1835†          | John Adams (F)                |
| 5   | Roger B. Taney          | 28 marca 1836 – 12 października 1864†  | Andrew Jackson (D)            |
| 6   | Salmon P. Chase         | 15 grudnia 1864 – 7 maja 1873†         | Abraham Lincoln (R)           |
| 7   | Morrison R. Waite       | 4 marca 1874 – 23 marca 1888†          | Ulysses Grant (R)             |
| 8   | Melville W. Fuller      | 8 października 1888 – 4 lipca 1910†    | Grover Cleveland (D)          |
| 9   | Edward Douglass White   | 19 grudnia 1910 – 19 maja 1921†        | William Taft (R)              |
| 10  | William Howard Taft     | 11 lipca 1921 – 3 lutego 1930          | Warren Harding (R)            |
| 11  | Charles E. Hughes       | 24 lutego 1930 – 30 czerwca 1941       | Herbert Hoover (R)            |
| 12  | Harlan F. Stone         | 3 lipca 1941 – 22 kwietnia 1946†       | Franklin Delano Roosevelt (D) |
| 13  | Frederick Moore Vinson  | 24 czerwca 1946 – 8 września 1953†     | Harry Truman (D)              |
| 14  | Earl Warren             | 5 października 1953 – 23 czerwca 1969  | Dwight D. Eisenhower (R)      |
| 15  | Warren Earl Burger      | 23 czerwca 1969 – 26 września 1986     | Richard Nixon (R)             |
| 16  | William Hubbs Rehnquist | 26 września 1986 – 3 września 2005†    | Ronald Reagan (R)             |
| 17  | John Glover Roberts     | od 29 września 2005                    | George W. Bush (R)            |